# Mauro Sarmiento
Pour les articles homonymes, voir Sarmiento.
Mauro Sarmiento, né le 10 avril 1983 à Casoria, est un taekwondoïste italien.

## Biographie
Mauro Sarmiento est médaillé d'argent aux Jeux olympiques d'été de 2008 à Pékin dans la catégorie des moins de 80 kg. Il obtient la même année une médaille de bronze aux Championnats d'Europe de taekwondo à Rome.
En 2012, il est médaillé de bronze aux Jeux olympiques d'été à Londres en catégorie des moins de 80 kg.